# 小野一彦
小野 一彦（おの かずひこ）は、日本の外交官。在サイパン領事事務所長を経て、2022年から2023年にかけて日本台湾交流協会高雄事務所長を務めた。

## 経歴
2019年5月、領事事務所長としてアメリカ合衆国自治領北マリアナ諸島サイパンに着任。
2019年にサイパン市長デビッド・M・アパタン率いる代表団が千葉県香取市を訪問して姉妹都市協定を提案し、翌2020年には香取市副市長大堀常昭による視察団がサイパン市を訪問するなど、両市の交流が深まろうとしていたが、この年から新型コロナウイルス感染症が世界的に流行したため両市の交流が停滞した。こうした状況の中、小野の働き掛けでサイパン領事事務所主催の2021年2月の天皇誕生日レセプションに香取市長宇井成一がサイパン市宛てのメッセージを発出し、アパタン市長からは宇井市長に対して前向きな返書が送られた。最終的に、2021年10月29日、オンライン形式で北マリアナ諸島サイパン市と千葉県香取市との間で姉妹都市協定が署名された。
2022年2月16日、日本台湾交流協会高雄事務所長を拝命。3月初旬、高雄市に赴任。3月25日には高雄市長の陳其邁と面会して、通訳を介さず流暢な中国語で教育や農業、産業などあらゆる分野における協力の可能性や機会について話し合い、日本人は東日本大震災発生後に台湾から寄せられた支援を決して忘れておらず、台湾は日本の重要なパートナーであり友人だと述べた。